# Jan Hórčanski
Jan Hórčanski (německy Johann Hortzschansky; 19. května 1722 Breitendorf – 18. prosince 1799 Zhořelec) byl lužickosrbský učitel, spisovatel a historik.

## Život
Hórčanski navštěvoval gymnázia v Lobavě a Budyšíně a imatrikuloval 18. května 1743 na univerzitě ve Wittenbergu. Později se živil jako soukromý učitel v některých rodinách předtím, než byl roku 1759 přijat jako učitel na gymnáziu ve Zhořelci. V roce 1765 na gymnáziu začal pracovat jako knihovník v obecní knihovně a roku 1768 se stal prvním učitelem na gymnáziu. Stal se též jedním z prvních členů Hornolužické společnosti věd ve Zhořelci. Napsal velké množství spisů o historii Zhořelce a lužickosrbského jazyka. Do lužické srbštiny též přeložil některé písně, napsal také 600 příležitostných básní, které se objevily v tisku.

## Dílo
- Prjeoja Proba sserskich Kyrlischow; ein Versuch int Wendische übersetzter Lieder. Lobava, 1748.
- Historische Nachricht von den Görlitzischen Stipendien. Zhořelec, 1765.
- Erste Probe einiger aus dem Teutschen ins Wendische übersetzten Lieder. Lobava, 1768.
- Benjamin Schmolke’ns der sich zu seinem Jesu hinzunahende Sünder; ins Wendische übersetzt. Budyšín a Lobava, 1768.
- Historische Nachricht von dem Vogel- und Scheibenschiessen in der Oberlausitz überhaupt und in Görlitz insonderheit. Zhořelec, 1770.
- Von den Oberlausitzischen gelehrt. Gesellschaften. Zhořelec, 1770.
- Nachricht von dem im J. 1634 getroffenen Pirnaischen Friedenstraktat, wie solcher auf der Bibliothek zu Görlitz in Handschrift befindlich ist. Zhořelec, 1771.
- Nachricht von den in der Oberlausitz herausgekommenen oder doch von Oberlausitzern verfassten Journalen. Zhořelec, 1773.
- Beschreibung einiger Verschönerungen der Stadt Görlitz. Zhořelec, 1780.
- Historische Beschreibung des Franciscaner- oder Minoritenklosters zu Görlitz in Verbindung mit der Dreyfaltigkeitskirche; von Chr. Knauth angefangen und dann vom 4ten bis 22sten Stück fortgesetzt Zhořelec, 1780–1798.
- Gedanken eines Oberlausitzer Wenden über das Schicksal seiner Nation mit flüchtiger, doch unparteiischer Feder entworfen nebst Anmerkungen. Budyšín, 1782 (Dostupné online Archivováno 11. 6. 2021 na Wayback Machine.).
- Progr, Etwas von den Verdiensten derer von Gersdorf um Kirchen und Schulen. Zhořelec, 1782.
- Kurzgefaßte Nachricht von einigen Familien in Görlitz welche Adele- oder Wappenbriefe erhalten haben, Zhořelec, 1783, pokračování 1784.
- Eine-Strohkranzelrede. Žitava, 1784.
- König in Preussen; Karl Friedrich II, ganz Original. Žitava, 1786.